# Emerando (Meñaca)
Emerando es una entidad de población española del municipio de Meñaca, perteneciente a la provincia de Vizcaya, en la comunidad autónoma del País Vasco. En 2023, la entidad singular de población tenía empadronados 118 habitantes.